# Арбанашське плато
Плато Арбанашське — плато Північної Болгарії, Середнього Передбалкана, Великотирновської області, частина Тирновських висот.
Арбанашське плато поширюється на східну частину Тирновської височини, на схід від ущелини Турнова річки Янтра. Його західні і північні схили виходять на долину Янтри, а східні - до Горнооряховської долини. Схили круті, десь вертикальні, увінчані гірськими піками. На південь, через низьку сідловину (342 м) в районі Шереметя, плато з'єднується з Присовським кряжем.  По його північному і східному передгір'ю пролягає кордон між Середньою Дунайською рівниною і Середнім Передбалканом.
Його довжина з північного заходу на південний схід становить 7 - 8 км, а ширина — до 5 км. Найвища точка (439,8 м) розташована в його середній частині, близько в 800 м на захід від Петропавлівського монастиря. Середня його висота 350 - 400 м.  Він складений з тонкошарового, злегка зігнутого нижньо-крейдового карстового утворення.  Схили зарослі низькими чагарниковими лісами, а на його хребті є пасовища і рілля.
Посередині плато знаходиться село Арбанаси, а на його периферії — міста Велико-Тирново (на захід), Горішня Оряховиця і Лясковець (схід) і Шереметя (на південь).
На північному та західному передгір'ях плато, від Горішньої Оряховици до Велико-Тирново, проходить ділянка залізничної лінії Русе - Стара Загора - Подкова.
У південній частині підніжжя, в 7 км від Велико-Тирново до Лясковець проходить ділянка республіканської дороги I-4 від Ябланиця - Велико-Тирново - Шумен державної автомобільної мережі.
З південного заходу на північний схід, в 5,6 км від Велико-Тирново до Горішньої Оряховиці, плато перетинає ділянка національної дороги III-514 державної автомобільної мережі Велико-Тирново - Драганово - Лом Черковна.
На плато знаходяться два відомі православні монастирі — Петропавлівський і Патріаршеський.

## Топографічна карта
- Аркуш карти K-35-28. Масштаб: 1 : 100 000.